# Fenetillina
La fenetillina (nota anche come amfetaminoetilteofillina o amfetillina) è un composto derivato dal raddoppiamento molecolare tra metanfetamina e caffeina, per entrambe le quali funge da profarmaco. La fenitillina viene commercializzata in qualità di psicostimolante sotto il nome di Captagon, Biocapton e Fitton.

## Storia
La fenetillina è stata sintetizzata per la prima volta nel 1961 dalla tedesca Degussa AG e di lì utilizzata per circa 25 anni come farmaco alternativo più blando rispetto all'amfetamina e ai composti derivati. Nonostante non ci fossero indicazioni ufficiali, veniva utilizzata nel trattamento dei "bambini ipercinetici" (ora diagnosticabili con ADHD) e, meno comunemente, della narcolessia e della depressione. Le sue capacità ne fanno un prodotto dopante.
Uno dei principali vantaggi di questo farmaco era rappresentato dal fatto che non causava un aumento della pressione sanguigna significativo come quello dell'amfetamina, quindi poteva essere impiegato su pazienti con problemi cardiovascolari. La fenetillina era ritenuta provocare minori effetti collaterali e minore dipendenza dell'amfetamina, finché nel 1981 negli Stati Uniti non venne inserita in una lista di sostanze sotto osservazione, prima, e poi nel 1986 l'Organizzazione Mondiale della Sanità la segnalò nella Convenzione sulle Sostanze Psicotrope, nonostante la reale incidenza dell'abuso di fenetillina fosse abbastanza modesta all'epoca.

### Abuso e contrabbando
L'abuso di fenetillina sotto forma di Captagon è diffuso nei paesi arabi e, nonostante la sua illegalità, versioni contraffatte di questo farmaco continuano a essere disponibili. Molte delle pillole contraffatte di Captagon contengono in realtà altri derivati amfetaminici più facili da sintetizzare, ma vengono confezionati per richiamare le pillole di Captagon. Alcuni campioni di queste pillole hanno mostrato di contenere fenitillina, in seguito alle analisi, suggerendo che una produzione illegale di questo farmaco abbia comunque luogo. Mescolata a caffeina, è stata utilizzata da gruppi del radicalismo islamico, come l'ISIS, durante la guerra civile siriana. Infatti, fino al 2011, i principali centri di produzione sono stati la Libia e il Libano. Dopo lo scoppio della guerra civile, la Siria ne è diventato il primo produttore: viene prodotta localmente con un processo semplice ed economico. Secondo fonti locali, i gruppi militanti esportano la droga in cambio di armi e contanti.
Secondo il Centre for Operational Analysis and Research, i sequestri di Captagon avvenuti nel 2020 ammontavano a 3 miliardi di euro, trenta volte l'introito ricavato dalla prima esportazione lecita della Siria, l'olio d'oliva. Secondo fonti israeliane, una parte dei commando di Hamas che il 7 ottobre si è macchiato di efferatezze contro i civili israeliani a ridosso della Striscia di Gaza era sotto effetto di Captagon.

## Metabolismo
L'organismo metabolizza la fenetillina scomponendola in amfetamina (24,5% della dose orale) e teofillina (13,7% della dose orale), entrambe le quali sono esse stesse psicostimolanti. Gli effetti fisiologici della fenetillina quindi risultano dalla combinazione di tutti e tre i composti.